# Uebelmannia
Uebelmannia es un género de cactus. Fue nombrado en honor del suizo Werner J. Uebelmann (1921-2014) son nativos de Brasil.

## Especies
- Uebelmannia buiningii
- Uebelmannia gummifera
- Uebelmannia pectinifera